# 亞信電子

亞信電子股份有限公司 (英語: ASIX Electronics Corporation ) 成立於1995年5月，是位在台灣新竹科學園區的一家半導體公司，2009年於櫃買中心掛牌上櫃。該公司成立之初，主要以個人電腦網路晶片為主，隨後在1998~1999年切入筆記型電腦網路晶片，在當時所謂名片型網路卡市場取得領先市場的地位，也因此跨過損益平衡點，進入獲利階段。2000年開始跨入嵌入式系統連網晶片市場。

## 歷史
- 2011年8月亞信電子收購印度上市公司MosChip Semiconductor Technology Ltd. 的I/O Connectivity 產品線。此產品線包括三個系列： PCIe bridge、PCI bridge和 USB bridge。[1]

- 2014年11月5日亞信電子以US800萬收購ZYWYN公司100%股權[2]

## 產品
亞信電子所研發的產品有:

- 嵌入式乙太網路控制器 (Embedded Ethernet Controllers)
- 超高速乙太網路控制器 (SuperSpeed USB-to-LAN Controllers)
- 嵌入式網路單晶片 (Embedded Network SoCs)
- I/O連接控制器 (I/O Connectivity Controllers)
- 嵌入式無線模組 (Embedded Wireless Modules)

## 外部連結
- 亞信電子官方網站 （页面存档备份，存于）（英文）